# فوكس سوكر
فوكس سكور أو قناة فوكس لكرة القدم هي قناة تلفزيونية أمريكية متخصصة في كرة القدم مملوكة لشركة فوكس والتي تعمل من 1997 إلى 2013. كانت تبث في السابق لعبة الركبي وكرة القدم الأسترالية ولكن في سنواتها الأخيرة كانت مخصصة لكرة القدم.
بسبب توحيد فوكس حقوقها الرياضية الكبلية على قنوات فوكس سبورتس 1 وفوكس سبورتس 2، وبعد خسارة حقوق تلفزيون الولايات المتحدة في بث أحداث الدوري الإنجليزي لكرة القدم إلى إن بي سي، استبدلت إف إكس إكس فوكس سوكر في أيلول/سبتمبر 2013. نُقِلت الغالبية العظمى من البرامج الرياضية المتبقية من فوكس سكور إلى فوكس سبورتس 1 وفوكس سبورتس 2 والتي أطلقت في 17 أغسطس 2013، فيما استمرَّت قناة فوكس سوكر بلس في بثّها وهي قناة عرضية أطلقت في عام 2010.